# Mrs Caldicot's Cabbage War
Mrs Caldicot's Cabbage War és una pel·lícula de comèdia dramàtica britànica del 2002, dirigida per Ian Sharp i protagonitzada per Pauline Collins, John Alderton i Peter Capaldi. Es basa en una novel·la de 1993 amb el mateix nom de l'autor i teòric de la conspiració Vernon Coleman.

## Argument
És la història d'una dona, Thelma Caldicot, que és coaccionada pel seu fill manipulador Derek i la seva nora a traslladar-se a una residència d'avis en ruïnes, propietat de l'empresari de Derek, després de la mort del seu marit assetjador. Derek també fa que li cedeixi la seva casa. Tanmateix, a la residència d'avis no li agrada i mostra la seva frustració. Després d'haver estat medicada pel personal per mantenir la calma, finalment incita als seus companys de reclusió per revoltar-se.

## Llançament
La pel·lícula es va estrenar el juny de 2002 a l'International Filmfest Emden, where it came second in the competition for the Bernhard Wicki Prize. Unes setmanes més tard, va participar al Festival Internacional de Cinema de Moscou. La pel·lícula va tenir el seu primer estrena cinematogràfica al Regne Unit i Irlanda, on es va obrir el 31 de gener de 2003.

## Repartiment
- Pauline Collins com a Thelma Caldicot
- Terence Rigby com a Henry Caldicot
- Peter Capaldi com a Derek
- Anna Wilson-Jones com a Verònica
- Gwenllian Davies com a Audrey
- Sheila Reid com a Joyce
- Frank Mills com a Leslie
- Frank Middlemass com a Bernard
- John Alderton com a Hawksmoor
- Isla Blair com a matrona
- Angela Bruce com a Gina
- Paul Freeman com a Jenkins
- Martin Jarvis com a JB
- Tony Robinson com a Nick Reid
- Camille Coduri com a periodista de notícies
- Jamie Martin com Boy PC
- Amanda Haberland com Girl PC

## Recepció
BBC Films va atorgar a la pel·lícula una crítica d'una estrella, informant que la pel·lícula era "Manca de rialles i llum de zel radical, aquest és el tipus de cinema britànic poc ambiciós que hauria d'haver estat retirat fa molt de temps".